# Осиновецький маяк
Осиновецький маяк — маяк, розташований в селищі Ладозьке Озеро Всеволожського району Ленінградської області Росії на південно-західному березі Ладозького озера.
Маяк має висоту 70 метрів, його лампи розташовані на позначці 74 метри над рівнем озера. Займає 9-те місце у списку найвищих «традиційних» маяків світу, підйом складається із 366 ступенів. Побудований в 1905-1910 роках — такий довгий термін був викликаний тим, що підрядник, який виграв конкурс, розорився, а нових бажаючих здійснити такий складний проект не знайшлося, і в підсумку маяк будувався на скромні бюджетні гроші.
Світлова характеристика маяка — спалахи білого, червоного та зеленого кольорів залежно від напрямку, світло видно за 22 морських милі (40,7 кілометрів), потужність лампи — 500 втт, інтервал — 4 секунди, функціонує маяк із квітня по листопад. Функція маяка — відзначати західний кордон входу в бухту Петрокрепость, з якої починає свою течію річка Нева.
Осиновецький маяк був важливим орієнтиром на Дорозі життя під час Блокади Ленінграда (1941—1944). Нині належить до відання Міністерства оборони, тому обгороджений, але не охороняється (інформація 2013 року). За свідченнями очевидців, станом на грудень 2021 року, маяк охороняється кількома людьми зі спеціально навченими собаками, наближатися до нього заборонено.
Із 1987 за 2010 рік на Осиновецькому маяку працював найстаріший маячник Росії — Сергій Шулятьєв. Змінив його на цій посаді Олег Євгенович Карепанов.